# Wahlenbergia effusa
Wahlenbergia effusa là loài thực vật có hoa trong họ Hoa chuông. Loài này được (Adamson) Lammers miêu tả khoa học đầu tiên năm 1995.